# Лим Суджон (тхэквондистка)
Лим Суджон (кор. 임수정); 20 августа 1986) — южнокорейская тхэквондистка, член национальной сборной Южной Кореи. Олимпийская чемпионка игр 2008 года в Пекине и чемпионка мира 2009 года. Победительница олимпийского квалификационного турнира 2007 года в Манчестере. Чемпионка Азиатских игр 2002 года. Выступает в весе до 57 кг.